# Pelope (figlio di Alessandro)
Pelope (in greco antico: Πέλοψ?, Pélops; fl. III secolo a.C.) è stato un militare e sacerdote egizio, attivo sotto Tolomeo II Filadelfo.

## Biografia
Figlio di un certo Alessandro, fratello di Taurino e proveniente dalla Macedonia, Pelope fu comandante delle forze che Tolomeo II Filadelfo inviò a Samo nella decade 270-260 a.C., durante la guerra cremonidea, o semplicemente il comandante della guarnigione di stanza sull'isola. Diventò quindi sacerdote eponimo di Alessandro nel 265/264 a.C.
Pelope ebbe un figlio, Pelope, il quale sposò una donna di nome Myrsine ed ebbe un figlio di nome Tolomeo.